# Protorenesance

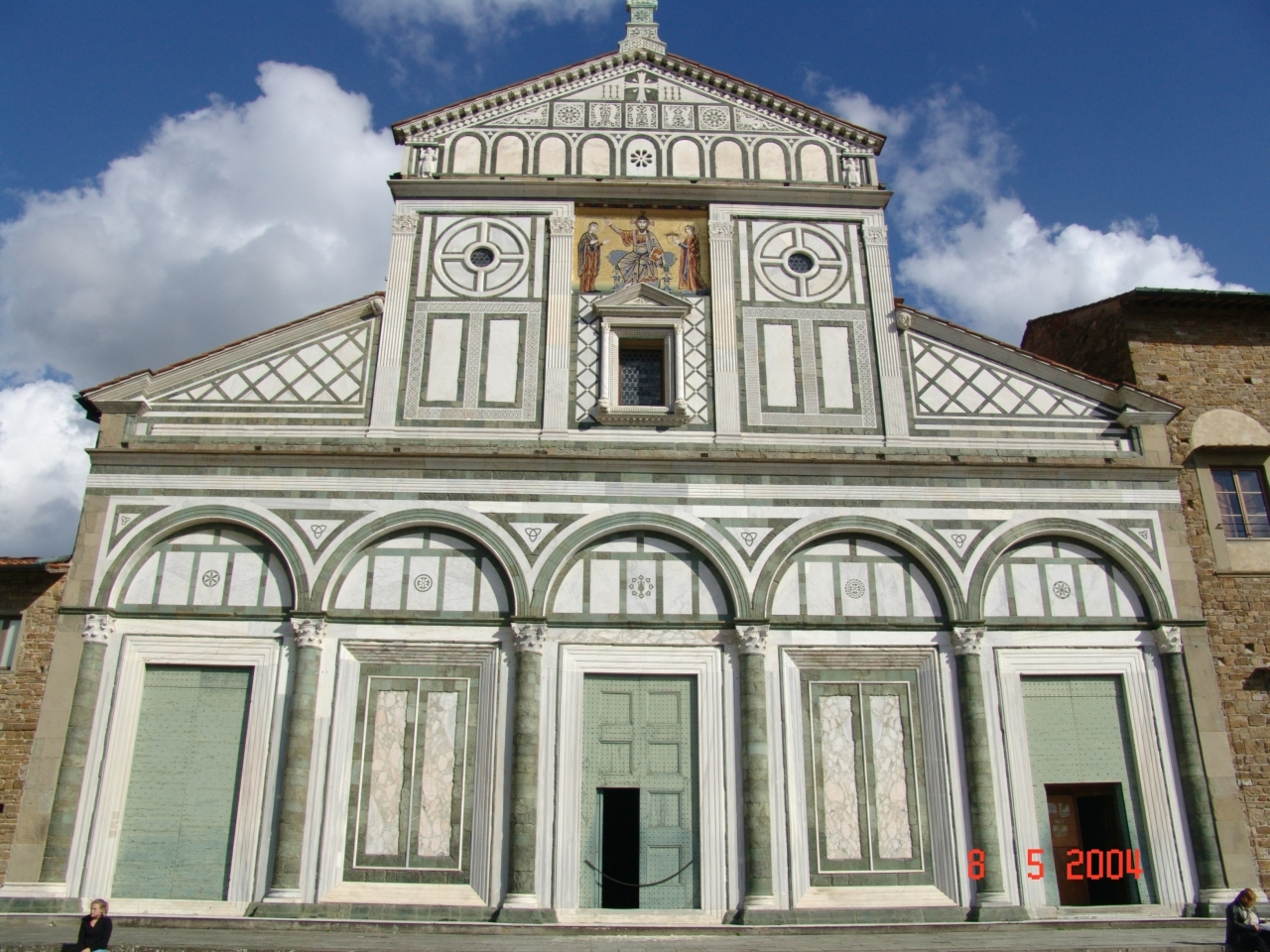
Kostel San Miniato al Monte (Florencie)

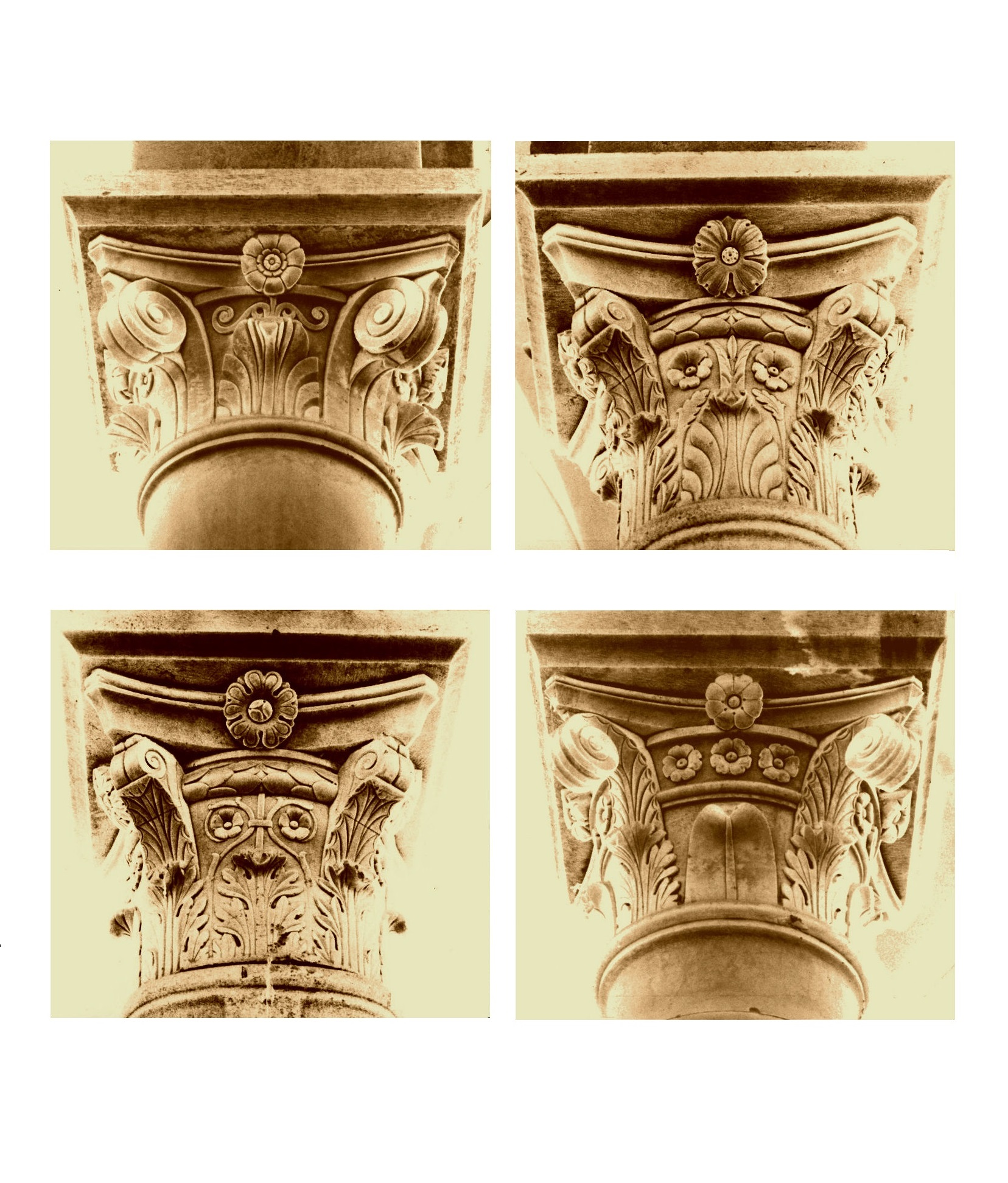
Kostel Sant’Alessandro Maggiore (Lucca). Středověká korintizující hlavice

Protorenesance (někdy též předrenesancece, či protorenaissance) je označení pro umělecký směr v architektuře, malířství a sochařství 11. a 12. století.
Území, kde se protorenesance vyskytuje, je především Toskánsko a v menším měřítku také Provence a Střední Itálie. Výraz protorenesance pochází od basilejského kunsthistorika Jacoba Burckhardta (1818–1897).
Typickým znakem protorenesance je v románské době příklon k antickým vzorům, v této intenzitě jinde neobvyklý. To se projevuje mj. v prostorovém vnímání či mramorovém obložení (Inkrustaci) budov, které jsou nápodobou římských vzorů.
Tyto ideje se staly hlavním uměleckým proudem teprve o 400 let později v renesanci. Byly to např. protorenesanční stavby ve Florencii, které inspirovaly Filippa Brunelleschiho – jednoho z „otců“ renesance – k novým nápadům.
Umělecké formy protorenesance měly také značný politický význam. Jejich užitím byla například ve Florencii vyjádřena zřetelná opozice k císařství. Florencie bylo guelfské město stojící na straně papeže proti císaři, což se projevovalo i v architektuře. Císař byl Němec a jeho architektura byla v románském stylu. A Florencie se v té době, tedy v 11. a 12. století, svou „předrenesancí“ postavila proti říšské architektuře německého císaře, přičemž se inspirovala v období italské antiky, tedy uměleckými formami vlastních dějin.
Známými příklady ve Florencii jsou kostel San Miniato al Monte (po roce 1013), Baptisterium San Giovanni (vysvěceno 1059) a kostel Santi Apostoli (první svěcení v roce 1075) a v Pise souboru budov katedrály (po roce 1063), včetně slavné Šikmé věže v Pise, Campanile, a v Lukce Sant'Alessandro Maggiore (poprvé vysvěceného v roce 893), přičemž zmíněné budovy patří mezi románské.